# Слободан Јовић (песник)
Слободан Јовић (Тузла, 1984) је српски песник, издавач и уредник.

## Биографија
Објавио је седам песничких књига. Покретач и главни и одговорни уредник часописа "за језик, књижевност и духовност" Бокатин дијак од 2012. до данас. Покретач и уредник едиције "Дијак" и библиотеке "Откровења" у оквиру којих је уредио и објавио двадесетак књига различитих жанрова.
Поезија му је превођена на јапански, руски и бугарски језик.
Добитник је Награде Меша Селимовић.
Живи у селу Тобут, општина Лопаре, на Мајевици.

## Награде и признања
- Победник Фестивала поезије младих у Врбасу, 2009. године
- Годишња награда Удружења књижевника Републике Српске за књигу Страх од савршенства
- Награда САНУ из Фонда Бранко Ћопић, за књигу Страх од савршенства
- Слово Подгрмеча, за књигу Страх од савршенства
- Перо деспота Стефана Лазаревића, за књигу Страх од савршенства
- Јефимијин вез, за књигу Исусов трн
- Печат вароши сремскокарловачке, за књигу Исусов трн

## Дела

### Песничке књиге
- Ријечи о очовјечењу (2009), Књижевни клуб "Милош Црњански", Бијељина
- Простор молитве (2010), Фестивал поезије младих у Врбасу
- Привид лебдења (2012), Књижевно друштво "Свети Сава", Београд
- Поднебље (2018), Удружење књижевника Републике Српске, Бања Лука
- Страх од савршенства (2018), Народна библиотека "Стефан Првовенчани",  едиција "Повеља", Краљево
- Исусов трн (2021), Српска књижевна задруга, Београд
- У кострети (2023), Чигоја штампа, Београд